# DKW
DKW va ser un fabricant alemany d'automòbils i motocicletes que va ser fundat el 1916 per l'enginyer danès Jørgen Skafte Rasmussen a Chemnitz, Saxònia. Rasmussen va crear l'empresa per a produir automòbils amb motor de vapor i d'aquí va sorgir el nom de la marca: DKW era l'acrònim de Dampf-Kraft-Wagen, que es pot traduir com «cotxe a vapor».
L'empresa va començar a fabricar motors de combustió el 1919, motocicletes el 1922 i automòbils el 1928. A finals d'aquella dècada, DKW va esdevenir el principal fabricant de motocicletes del món. El 1932, l'empresa es va fusionar amb Audi i dos fabricants més per crear el conglomerat Auto Union, embrió de l'actual Audi, que fou adquirit per Mercedes-Benz el 1957. La divisió de motocicletes se'n va separar el 1958 i va acabar a mans de Fichtel & Sachs el 1966, mentre que l'Auto Union restant va ser venuda a Volkswagen el 1964.

## Història

### El naixement de DKW
La relació de Rasmussen amb la propulsió a vapor s'inicià uns quants anys abans del naixement de DKW. Ja a finals de 1902 havia obert, juntament amb el seu soci Carl Ernst, un negoci a Chemnitz sota la firma Rasmussen & Ernst. Es tractava d'una societat dedicada a la venda d'equips i maquinària industrials de tota mena, entre ells alguns d'accionats a vapor, una tecnologia que a l'època encara constituïa una part important dels equips industrials emprats en diversos àmbits. Per tant, eren grans motors de tipus fix i encara no les unitats de vapor més compactes que anys més tard mourien els primers cotxes construïts per Rasmussen. El 1904 es va registrar oficialment el nom de l'empresa, però al mateix temps el soci Ernst va plegar, cosa que obligà Rasmussen a dirigir l'empresa pel seu compte. L'any 1906 va traslladar el seu negoci a Zschopau, en una antiga fàbrica tèxtil situada a prop de les Muntanyes Metal·líferes, on a més de la venda d'equips ja muntats va poder fer front a la construcció in situ d'equips per a la revenda. El 1913, els dos negocis es dividiren: la construcció d'equipament continuà a Zschopau mentre que la revenda tornà de nou a Chemnitz.
Durant la Primera Guerra Mundial, la fàbrica de Zschopau produí granades i altres tipus de municions per a l'exèrcit. En aquella època, i en particular entre 1916 i 1917, Rasmussen va conèixer el seu antic company de classe Svend Aage Mathiesen, amb qui va emprendre el desenvolupament i la construcció d'un cotxe de vapor, una operació finançada per l'Imperi Alemany. Mathiesen ja comptava aleshores amb una experiència considerable en la construcció de cotxes de vapor, adquirida a Amèrica. Des del punt de vista de les prestacions, els primers cotxes eren satisfactoris, però la fiabilitat n'era pobre i el consum d'aigua a la caldera, força elevat. Tanmateix, Rasmussen va registrar oficialment la marca DKW com a acrònim de "Dampf-Kraft-Wagen", ja que encara estava convençut de la validesa de la propulsió a vapor. Nasqué així una marca destinada a deixar una empremta indeleble en la història de l'automoció alemanya, tant pel que fa a l'automòbil com a la motocicleta.

### Els inicis: producció de motocicletes

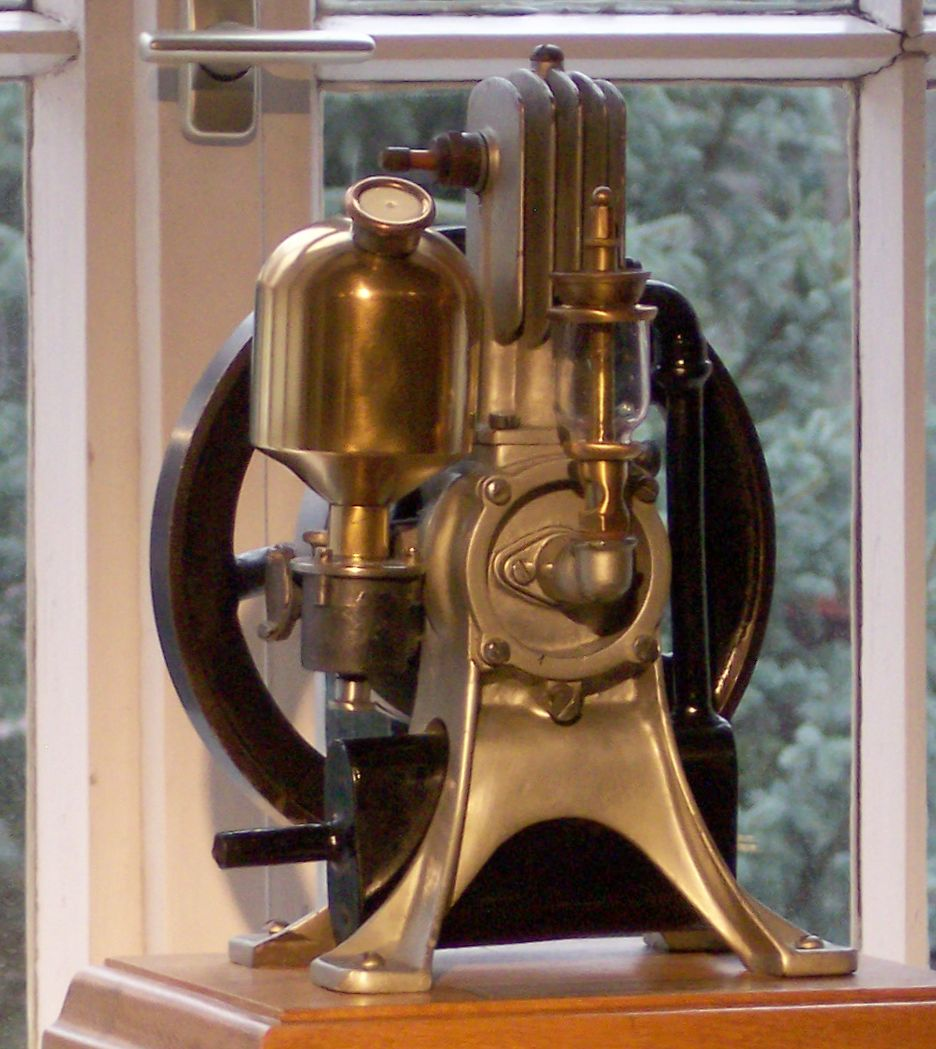
El Des Knaben Wunsch de 1919, el primer motor de combustió DKW

Arribats al final de la guerra, tots els membres de la companyia de Rasmussen (inclòs ell mateix) estaven convençuts que la propulsió a vapor no oferiria sortides viables per a la seva aplicació als automòbils. En canvi, es va considerar la possibilitat de fer ús de motors de combustió interna, especialment els de dos temps. En aquest sentit, una gran aportació va venir de l'enginyer Hugo Ruppe, que va entrar a DKW l'estiu de 1918, uns mesos abans de l'Armistici. Ruppe tenia una experiència considerable en el camp dels motors de dos i quatre temps, acumulada a la companyia del seu pare Berthold i després pel seu compte. Gràcies a Hugo Ruppe, doncs, DKW va aconseguir construir el seu primer motor de dos temps que, amb un joc de paraules que aprofitava les sigles de l'empresa, va passar a anomenar-se Des Knaben Wunsch («El desig del nen» en alemany), ja que es pretenia aplicar a una joguina infantil.
El mateix motor, però amb algunes adaptacions adients, es va muntar en una bicicleta Edelweiß. Aquest fabricant de bicicletes estava convençut del potencial de la "bicicleta motoritzada" i va començar a comercialitzar-ne d'equipades amb els motors DKW. L'èxit va ser gran i al cap de dos anys es va produir el motor número deu mil; també en aquest cas, el petit motor de 118 cc va rebre un sobrenom amb l'acrònim DKW, gràcies també a l'excel·lent fama que havia adquirit: Das Kleine Wunder («La petita meravella» en alemany). Al 1920, poc després de l'inici de la producció de motors de bicicletes, Hugo Ruppe va abandonar DKW i fou substituït per un enginyer jove i igual de vàlid, Hermann Weber. En acabar la seva producció l'any 1923, la bicicleta motoritzada Edelweiß totalitzava 30.000 unitats. El gran èxit d'aquest motor va empènyer DKW a construir motocicletes completes, desencadenant una reacció en cadena d'èxits comercials que només set anys després van convertir DKW en el fabricant de motocicletes més gran del món (només al 1929 en va construir 60.000, el quàdruple de les produïdes per tota la indústria italiana de la moto aquell any); DKW va participar també amb èxit en competicions: les motocicletes de 250 i 350cc equipades amb compressor van assolir diversos triomfs, entre ells la victòria a la cursa dels 250cc del Tourist Trophy de 1938 amb Ewald Kluge.

### Fabricació d'automòbils

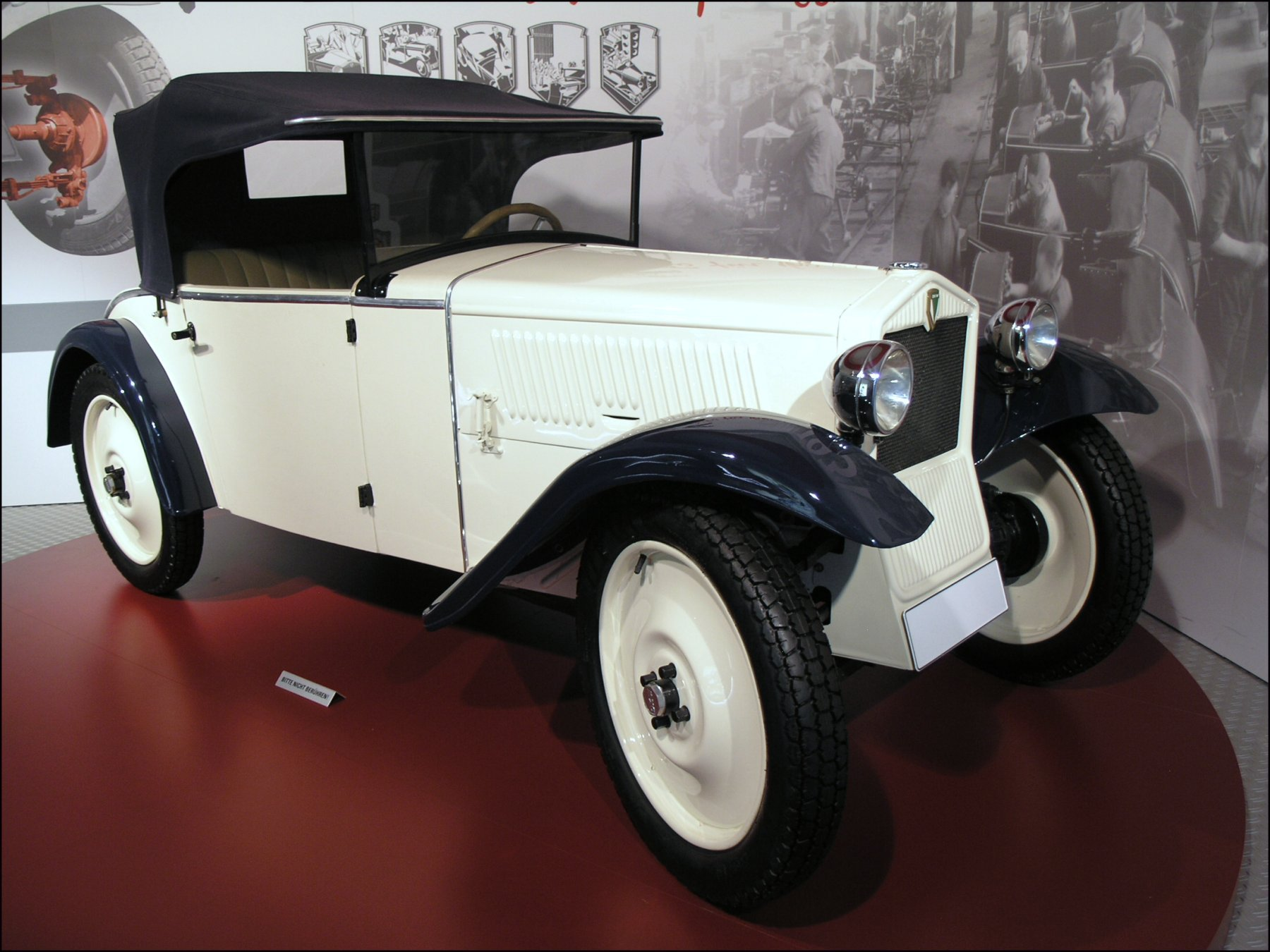
Un DKW F1, el primer cotxe alemany de tracció anterior

Però el veritable somni de Rasmussen era convertir-se en fabricant d'automòbils: els primers experiments amb cotxes de vapor ja n'eren una prova. A començaments de l'estiu de 1919, el danès va tenir una trobada decisiva, esdevinguda per casualitat a la Friedrichstraße de Berlín, amb un tal Rudolf Slaby, un jove enginyer fill d'Adolf Slaby, qui havia estat un dels primers instal·ladors d'antenes a Alemanya i havia contribuït al naixement de Telefunken (l'empresa que dècades després es donà a conèixer pels seus televisors). Rasmussen es va adonar que el jove Slaby conduïa un estrany cotxe en miniatura que es movia per propulsió elèctrica. L'empresari danès es va entusiasmar de seguida amb la creació de Slaby, tant que li'n va encarregar la construcció de 100 exemplars per a ser venuts com a DKW. Slaby va acceptar i per a poder construir els cotxes sol·licitats va fer servir un cobert, situat a la zona de Berlín, que li havia proporcionat el seu amic Emil Beringer. Aviat es van construir els cotxes complets, però no van poder fer servir els motors elèctrics a causa d'alguns problemes amb el proveïdor que els havia de subministrar. Per a resoldre el problema, Rasmussen, Slaby i Beringer van unir forces i van fundar la societat SB-Automobil-Gesellschaft GmbH, el 33% de les accions de la qual eren de Rasmussen. A partir d'aquí va començar la breu història del cotxe SB (Slaby-Beringer), el qual es va produir en tres sèries amb una discreta repercussió comercial. A finals de 1924, SB va haver de ser absorbida per DKW i la seva fàbrica de Berlín va esdevenir una filial de l'entramat Rasmussen, dirigida pel mateix Rudolf Slaby.
Més tard, Rasmussen va utilitzar el principi dels cotxes de tracció elèctrica per a produir cotxes més grans, impulsats per unitats motores fabricades per AEG i alimentades per acumuladors AFA. Aquests cotxes es van comercialitzar a partir de la tardor de 1926 sota el nom DEW (Der Elektro-Wagen, «L'automòbil elèctric»).
El primer cotxe DKW pròpiament dit amb motor de combustió interna, el P15 de 1928, es va derivar del xassís i la carrosseria dels DEW i es dotà de motor de dos temps de 584 cc i 15 CV de potència màxima (d'aquí li venia el nom al model). Aquest automòbil va tenir un bon èxit de vendes, gràcies també a l'excel·lent campanya publicitària llançada per Carl Hahn, la mà dreta de Rasmussen des de 1921.
També el 1928, DKW es va convertir en accionista majoritari d'Audi, una empresa amb dificultats financeres derivades de polítiques de màrqueting desafortunades. Mentrestant, la producció d'automòbils va continuar i al P15 el van seguir algunes versions de gamma alta, molt menys reeixides, impulsades per un motor V4 de 0,8 litres (apujat més tard a 1 litre). Aquestes versions van estar a punt de causar la fallida de l'empresa de Zschopau, coincidint amb el fet que en aquell període, el 1929, va esclatar la Gran Depressió. DKW també es va trobar en aquesta situació a causa de decisions precipitades de Rasmussen, com la compra de la filial alemanya de Rickenbacker, una empresa americana especialitzada en la construcció de motors de 6 i 8 cilindres. Allò que va salvar DKW de la caiguda va ser sobretot l'èxit de la producció de motocicletes i el del DKW F1, que juntament amb l'Stoewer V5 va ser un dels primers cotxes alemanys amb tracció anterior, però també l'arribada de nous personatges.

### El naixement d'Auto Union

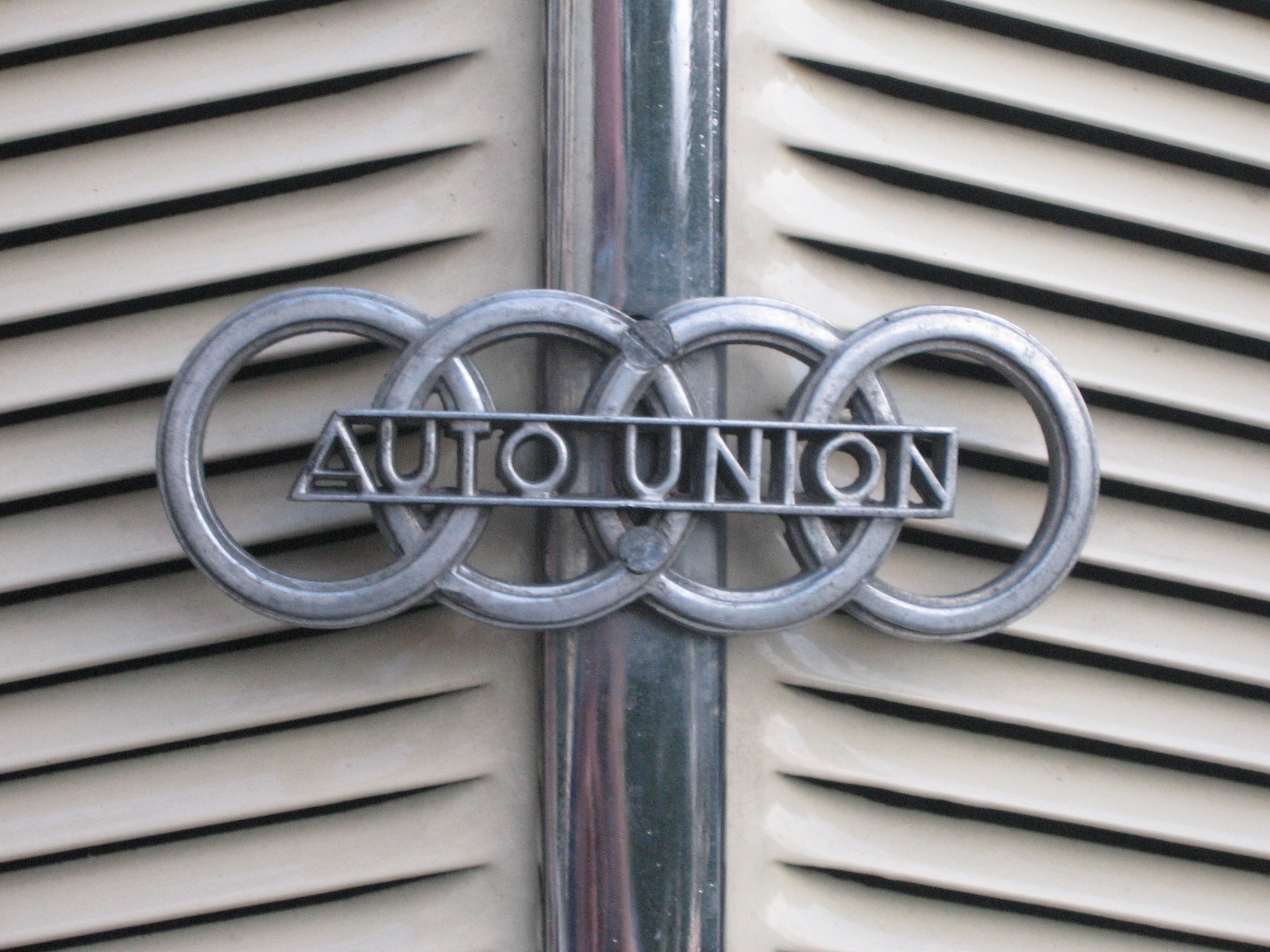
L'emblema de quatre anells de l'Auto Union

Tot amb tot, Rasmussen es va trobar molt endeutat a finals de 1929 i el Banc Central, el seu principal creditor, va enviar el seu emissari, Richard Bruhn, per tal de posar remei a la situació econòmica de l'empresa. Rasmussen, que inicialment va saludar aquest esdeveniment amb entusiasme, va haver de canviar d'opinió quan el 29 de juny de 1932 es va oficialitzar el naixement de l'Auto Union, creada per Bruhn per a consolidar la situació econòmica de DKW, de la qual n'aprofitava finalment una gamma completa de models (el grup fusionava quatre antics fabricants: DKW, Audi, Horch i Wanderer, per la qual cosa el seu emblema eren quatre anells entrellaçats). A partir d'aquell moment, Rasmussen es va anar distanciant cada cop més del lideratge del nounat grup alemany. El seu progressiu arraconament va culminar amb el seu acomiadament per part de Richard Bruhn, que va tenir lloc el 27 de desembre de 1934. El fet que aquesta decisió es prengués sense avís previ va fer que Rasmussen portés Auto Union davant els tribunals i iniciés un procés judicial que va durar més de tres anys i va acabar amb una condemna per a l'empresa, obligada a pagar a Rasmussen una indemnització de 1,6 milions de Reichsmarks. L'antic propietari de DKW es va retirar llavors a la vida privada i va tornar a la seva Dinamarca natal, on va morir el 12 d'agost de 1964.
Mentrestant, la producció d'automòbils va continuar com abans de la crisi: èxit comercial per als models de tracció anterior i decepcions per als de gamma alta, amb motor V4 i tracció posterior. Res no va canviar fins al 1939, l'any que va esclatar la Segona Guerra Mundial. Mentrestant, just abans de l'inici del conflicte, es va preparar el prototip d'un model amb motor de dos temps, tres cilindres i tracció anterior, un model que, segons les intencions de l'alta direcció d'Auto Union, havia de substituir tant els anteriors DKW de tracció anterior com els models de tracció posterior menys reeixits. L'esclat de la guerra, però, va interrompre els projectes del gegant alemany, que no es van reprendre fins a després de la fi del conflicte, i no només pel que fa a DKW.

### El renaixement de la postguerra
Després de la Segona Guerra Mundial, el territori d'Alemanya es va dividir en les zones occidentals, ocupades per França, el Regne Unit i els Estats Units (que el 23 de maig de 1949 van donar lloc a la Bundesrepublik Deutschland, més coneguda com a Alemanya Occidental) i la zona d'ocupació soviètica, que el 7 d'octubre de 1949 es va convertir en la Deutsche Demokratische Republik (República Democràtica Alemanya, més coneguda com a Alemanya Oriental). En aquesta segona es va reiniciar la producció de DKW a l'antiga fàbrica d'Audi, rebatejada com a VEB Kraftfahrzeugwerk Audi, però sota la nova marca IFA (acrònim del grup industrial Industrieverband Fahrzeugbau, sorgit poc després de l'ocupació soviètica). La fàbrica saxona original de Zschopau també va ser nacionalitzada per les autoritats soviètiques i més tard va reiniciar la producció de motocicletes, també sota la marca IFA i, poc després, reconvertida en Motorradwerk Zschopau (MZ).
L'autèntica marca DKW es va reconstituir a l'Alemanya Occidental amb la fundació de dues noves fàbriques a Ingolstadt i Düsseldorf. Allà, la nova DKW va reprendre la producció l'any 1949, inicialment al ram de la motocicleta tornant a produir el model d'abans de la guerra RT 125, una lleugera moto utilitària. Poc després, la divisió d'automòbils va reprendre també l'activitat amb el model bicilíndric F89 (del qual se'n llançà també una versió furgoneta, l'F89 L), substituït posteriorment pel de tres cilindres F91 (produït també al Brasil per l'empresa de São Paulo VEMAG SA entre 1956 i 1967).
La gamma de motocicletes, inicialment composta només per la RT 125, es va ampliar l'any 1951 amb les RT 175 i 200, i l'any següent també amb la RT 250. La RT 350 bicilíndrica (18,5 CV i 120 km/h) i l'escúter Hobby es llançaren el 1954. El 1952, DKW va tornar a les competicions de motociclisme, debutant al mundial primer amb una 250cc (guanyadora del Gran Premi d'Alemanya d'aquell any) i passant als 350cc l'any següent amb la DKW 350 RM, una 3 cilindres en V que inspiraria l'Honda NS 500 de la dècada del 1980.
Entre els automòbils DKW més interessants de l'època hi ha el Monza, un esportiu construït en sèrie limitada i derivat del model que havia establert diversos rècords de velocitat al circuit de Monza; el Munga, un vehicle tot terreny construït per a l'exèrcit alemany i el 1000 SP, disponible tant en versió Coupé com Spider i amb una línia d'estil americanitzant.

### Canvis de propietat
El 1957, el grup Auto Union i les seves filials (inclosa DKW) van ser adquirits per Mercedes-Benz. Al novembre de 1958, la divisió de motocicletes es va fusionar, juntament amb Victoria i Express, en la Zweirad Union. La producció de motocicletes es va aturar el 1959, ja que Daimler-Benz no estava disposada a continuar-la a causa de la forta crisi de demanda del sector de la moto. Les peces del magatzem i totes les unitats en estoc van ser posades a la venda per la Zweirad Union. Aquest grup va ser finalment absorbit per Sachs el 1966 i fusionat aleshores amb Hercules, una marca ja propietat de Sachs.
Una de les sèries d'automòbils d'Auto Union més reeixides d'aquest període (disponible des de 1959) fou el Junior/F12 (l'anomenat "cotxe amb parpelles" a causa de l'original forma dels fars anteriors), el qual va ser, amb diferència, el DKW més reeixit. Era un cotxe molt popular i que es va vendre molt bé, fins i tot a Itàlia; també es va fer servir una planta de muntatge a Irlanda fins al 1964 (fou l'única planta de DKW a Europa fora d'Alemanya). El DKW Junior duia un petit motor de 2 temps i 3 cilindres de 741 cc (augmentat a 791 cc amb la versió "De Luxe"); la potència era de 39 CV SAE (34 CV DIN a 4.300 rpm). La velocitat màxima era de 115 km/h.

### La fi de la marca

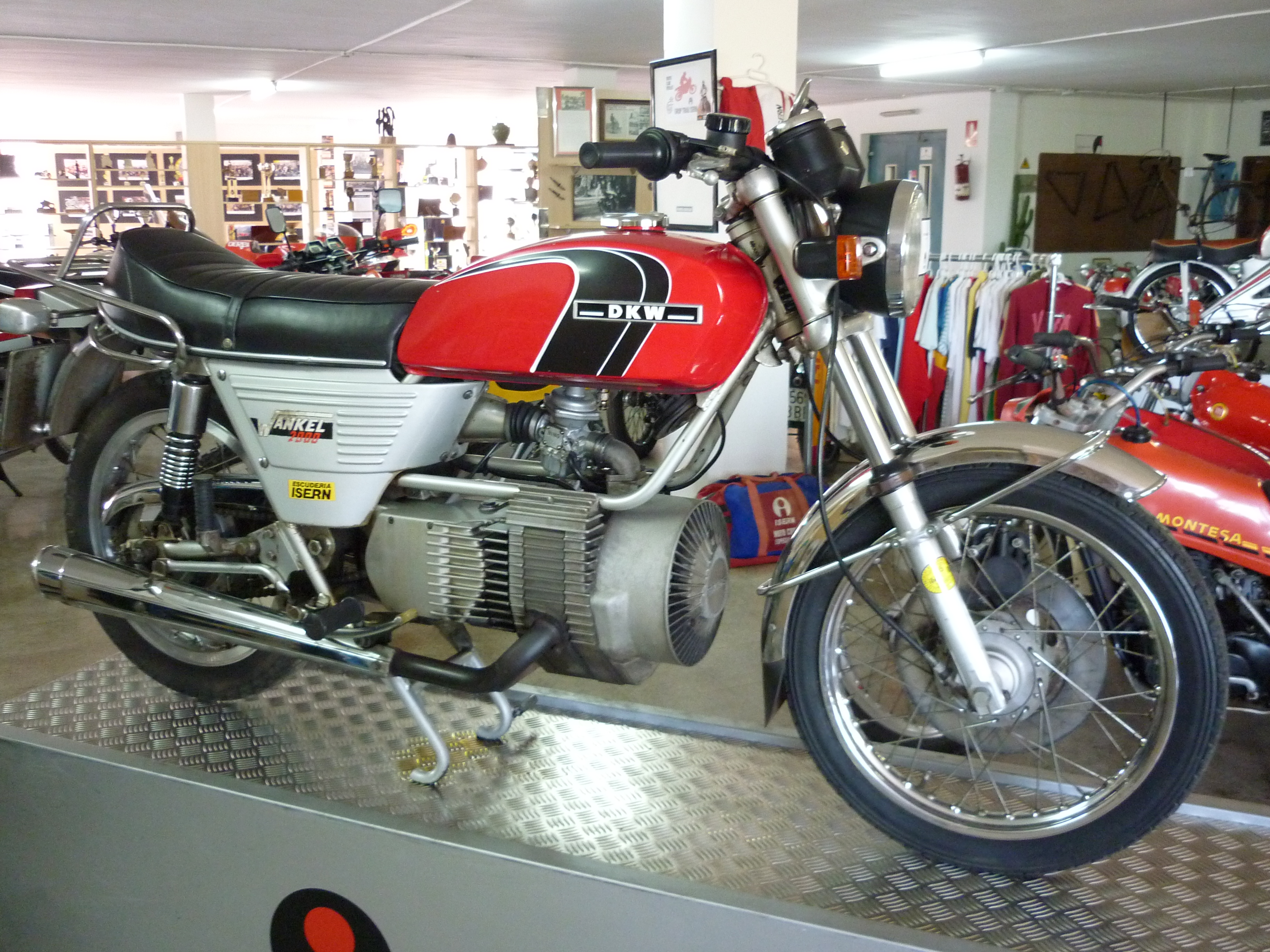
La DKW/Hercules Wankel 2000 de 1974

El 1964, el grup Auto Union va ser adquirit per Volkswagen i la producció de cotxes DKW va continuar fins al 1966. L'últim model, l'F102, seria la base per al renaixement de la marca Audi, amb l'anomenada Sèrie F103. La marca Auto Union es va continuar fent servir de manera marginal durant uns quants anys més i després va desaparèixer definitivament i va deixar el camp lliure només a la reviscolada marca Audi, la qual, tanmateix, va continuar emprant l'emblema dels quatre anells que antigament representava Auto Union.
Durant la dècada del 1970, uns anys després del ressorgiment de la marca Audi a partir de la marca d'automòbils DKW, la producció de motocicletes amb aquesta marca es va reprendre breument fins al 1979 per part del seu propietari, el grup Fichtel & Sachs. Aquelles noves DKW eren en realitat motocicletes d'enduro del fabricant Hercules (les quals van ser construïdes durant un parell d'anys a Florència per Moto Gori). Un dels models més especials d'aquella etapa, en aquest cas de turisme, va ser la DKW Wankel 2000 de 1974, la qual no era altra cosa que l'Hercules Wankel 2000 que havia llançat aquell any Fichtel & Sachs. Es tractava de la primera motocicleta equipada amb un motor rotatiu Wankel i, com d'habitud, Sachs la va comercialitar sota dues de les seves marques comercials: Hercules i, especialment per al mercat britànic, DKW.
La marca DKW va deixar d'existir definitivament a finals dels setanta amb la reorganització del grup Sachs.

## Motocicletes

### Models produïts
| - DKW ARE 175 - DKW Golem (Sesselmotorrad) - DKW Hobby-Roller - DKW Hummel - DKW KM 200 - DKW KS 200 - DKW NZ 250 - DKW NZ 350 - DKW NZ 500 - DKW ORE 250 | - DKW RT 100 - DKW RT 125 - DKW RT 175 - DKW RT 200 - DKW RT 200H - DKW RT 250/2 - DKW RT 250 H - DKW RT 350 S - DKW SB 200 - DKW SB 350 | - DKW SB 500 - DKW Sport 250 - DKW SS 500 (refrigerada per aigua) - DKW SS 600 (refrigerada per aigua) - DKW ZS 500 - DKW ZSW 500 (refrigerada per aigua) - DKW Hercules (Wankel) |

Galeria
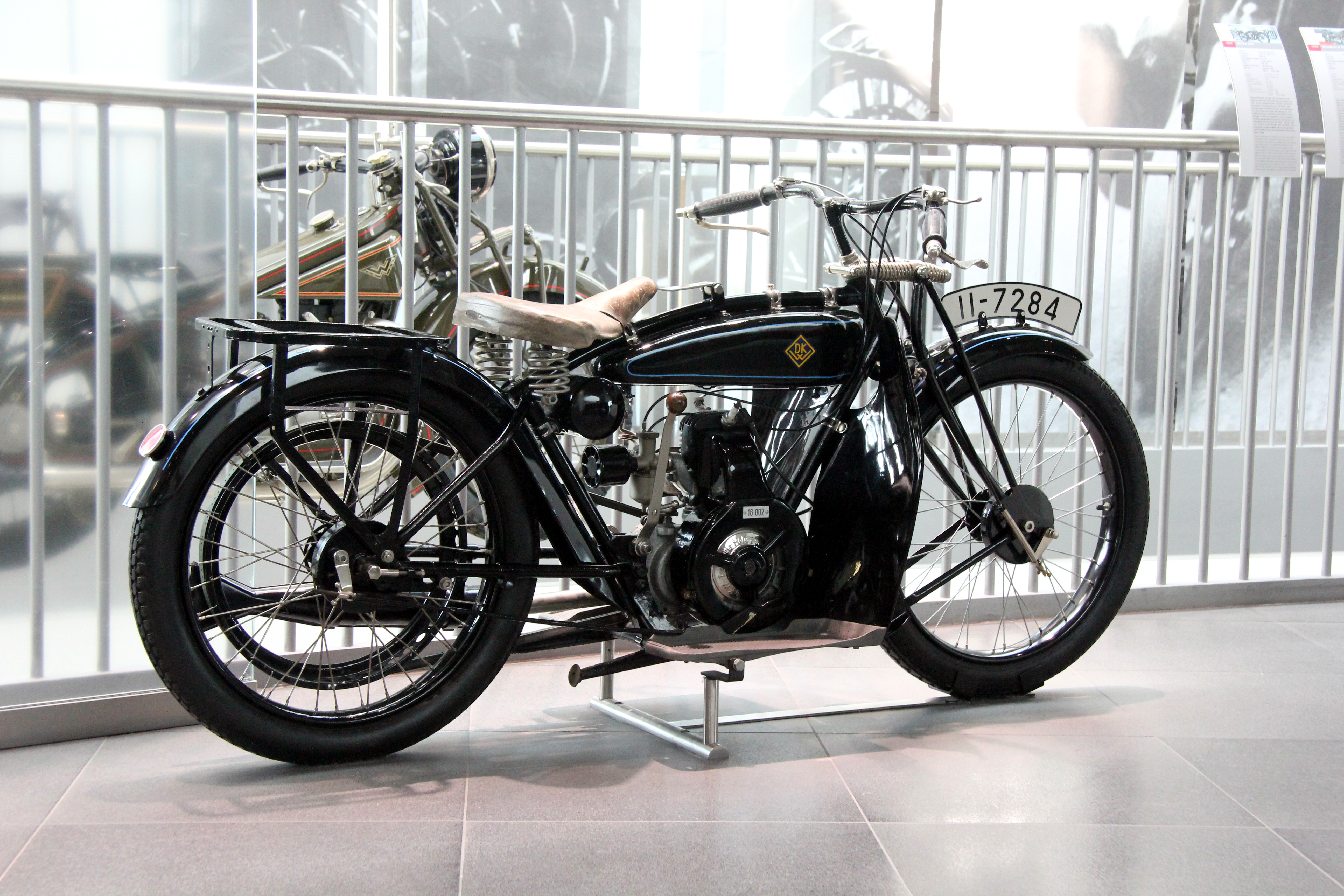
DKW E 206, 1927
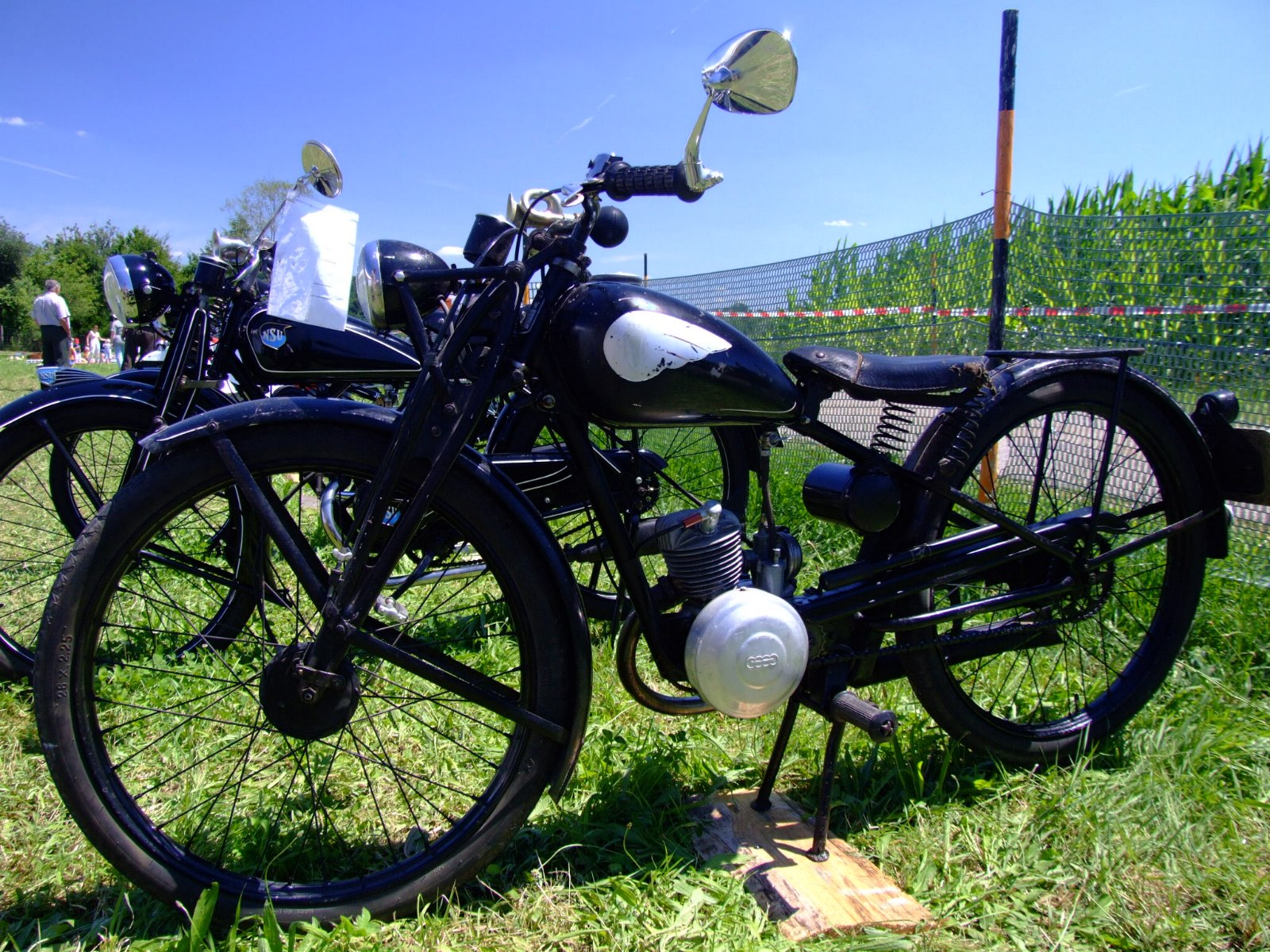
DKW 97cc (1939)
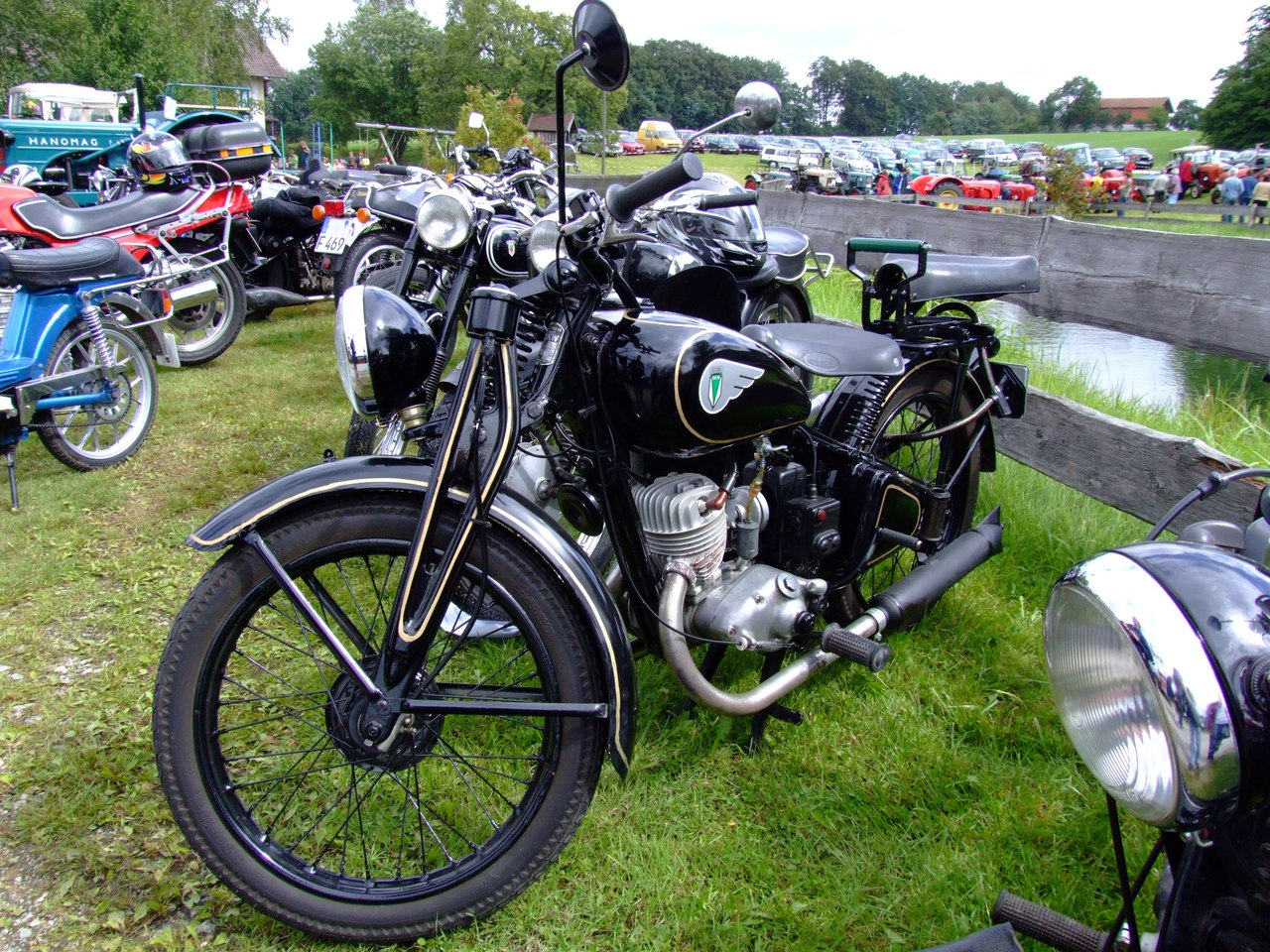
DKW 198cc (1940)
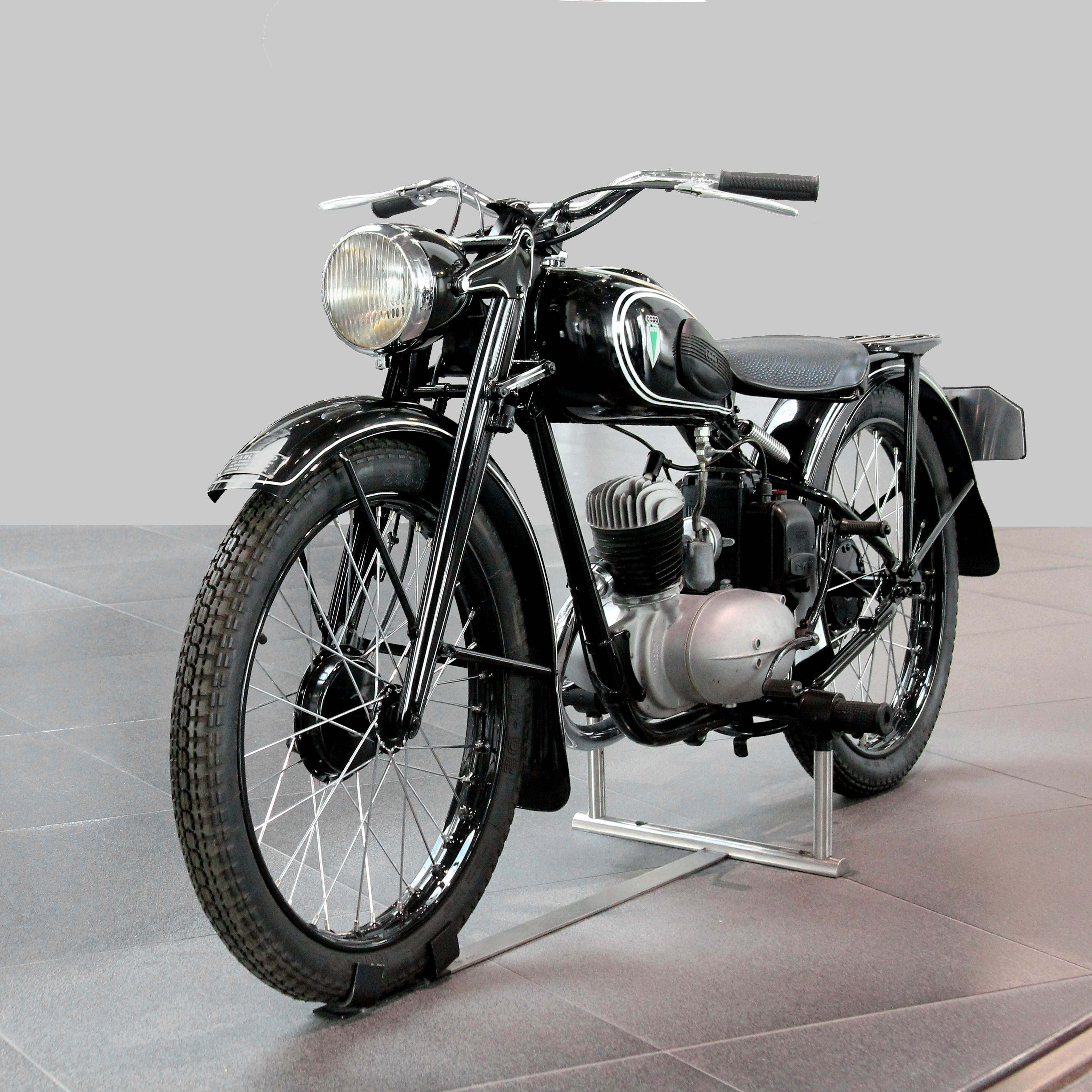
DKW RT 125 W (1950)
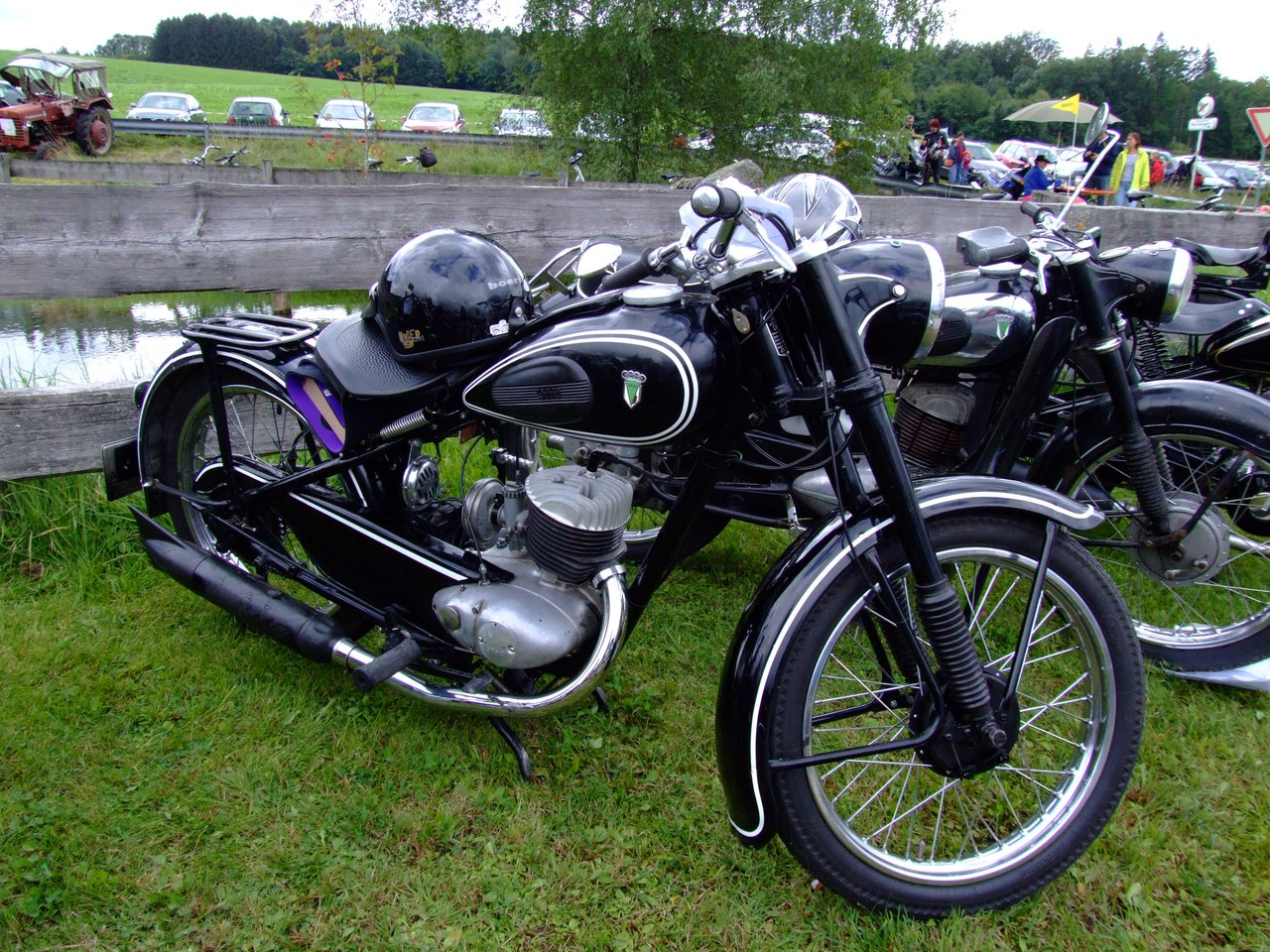
DKW RT 200 (1952)

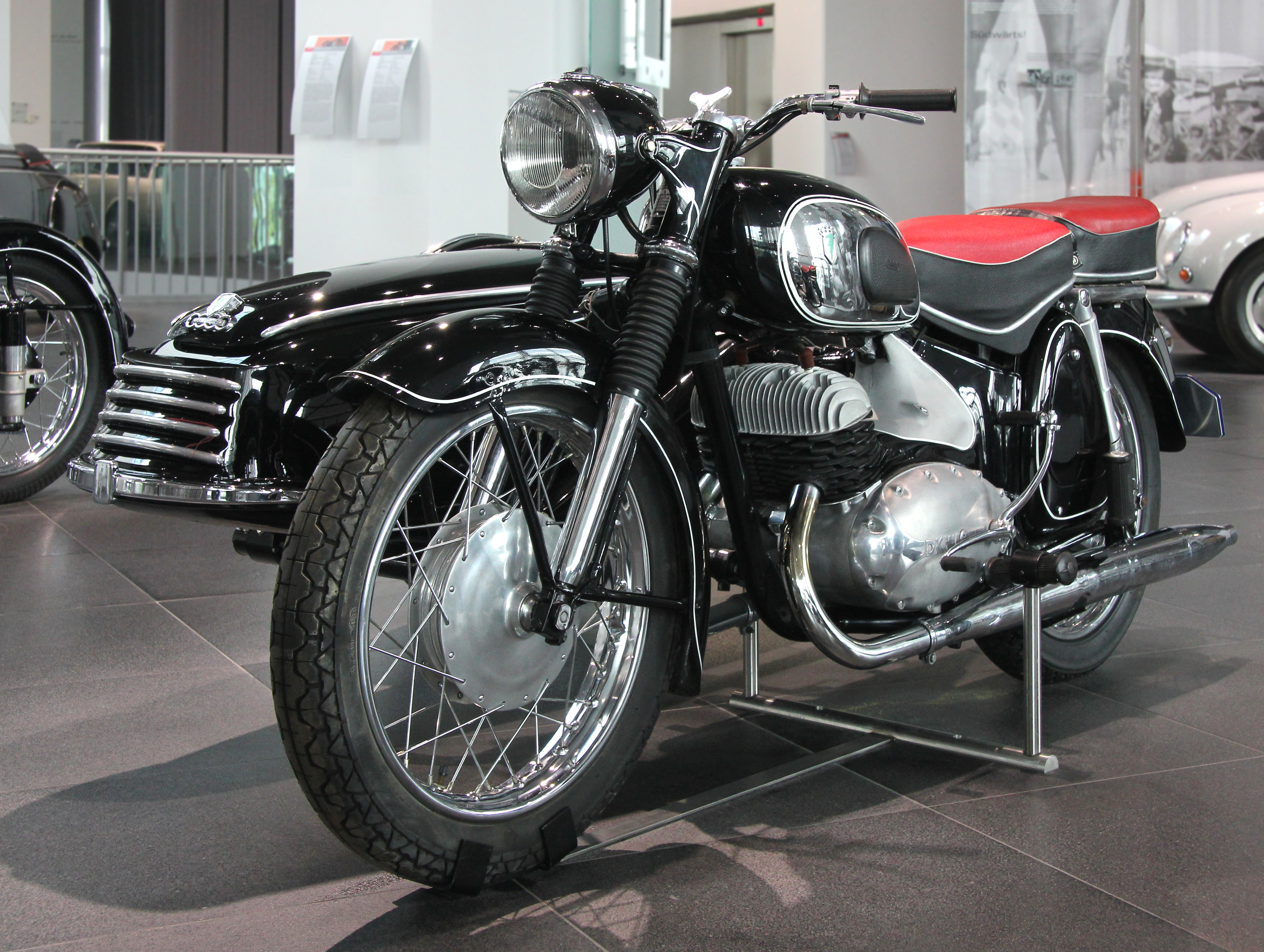
RT 350 S (1956)
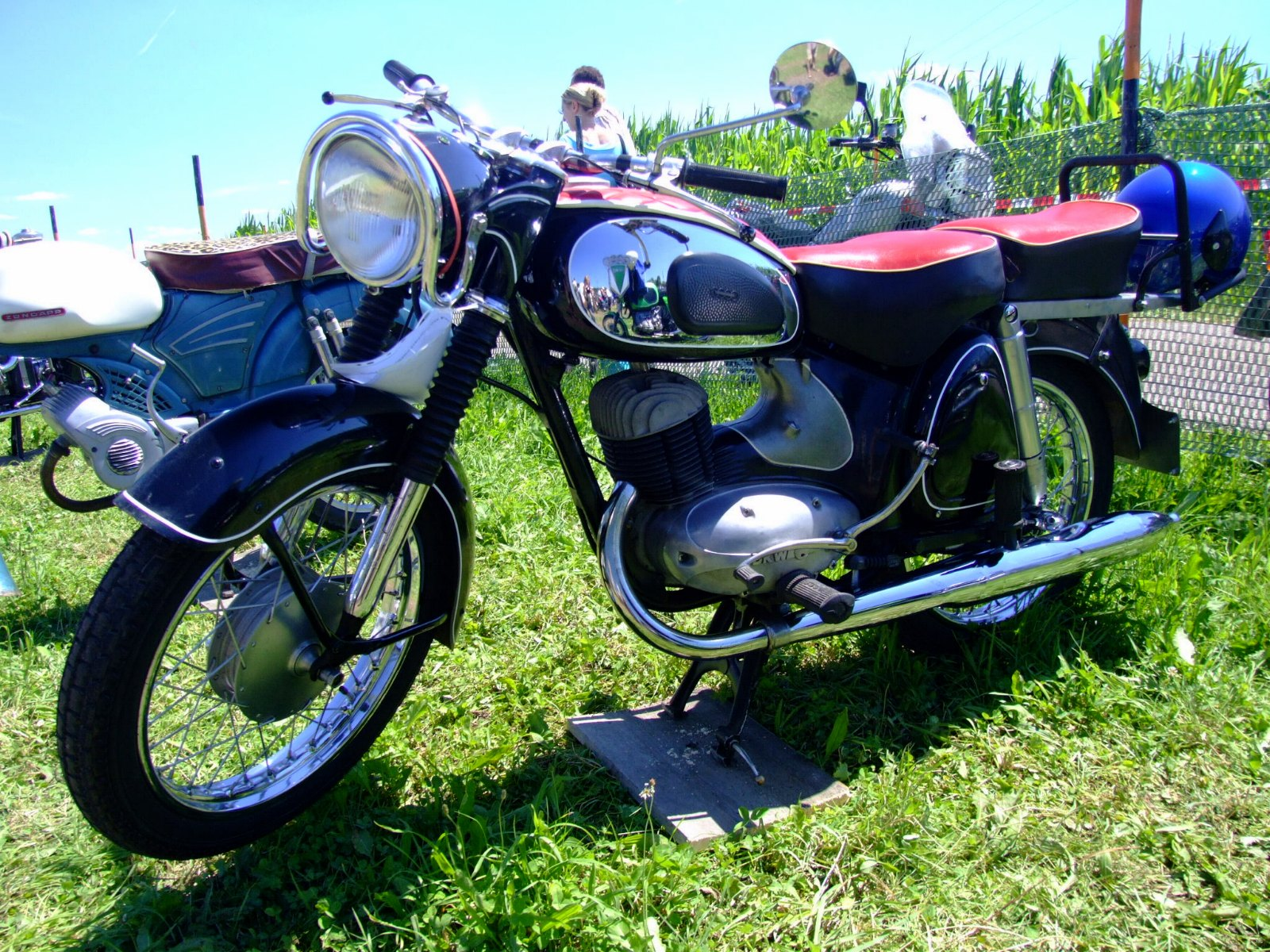
DKW RT 175 S (1955)
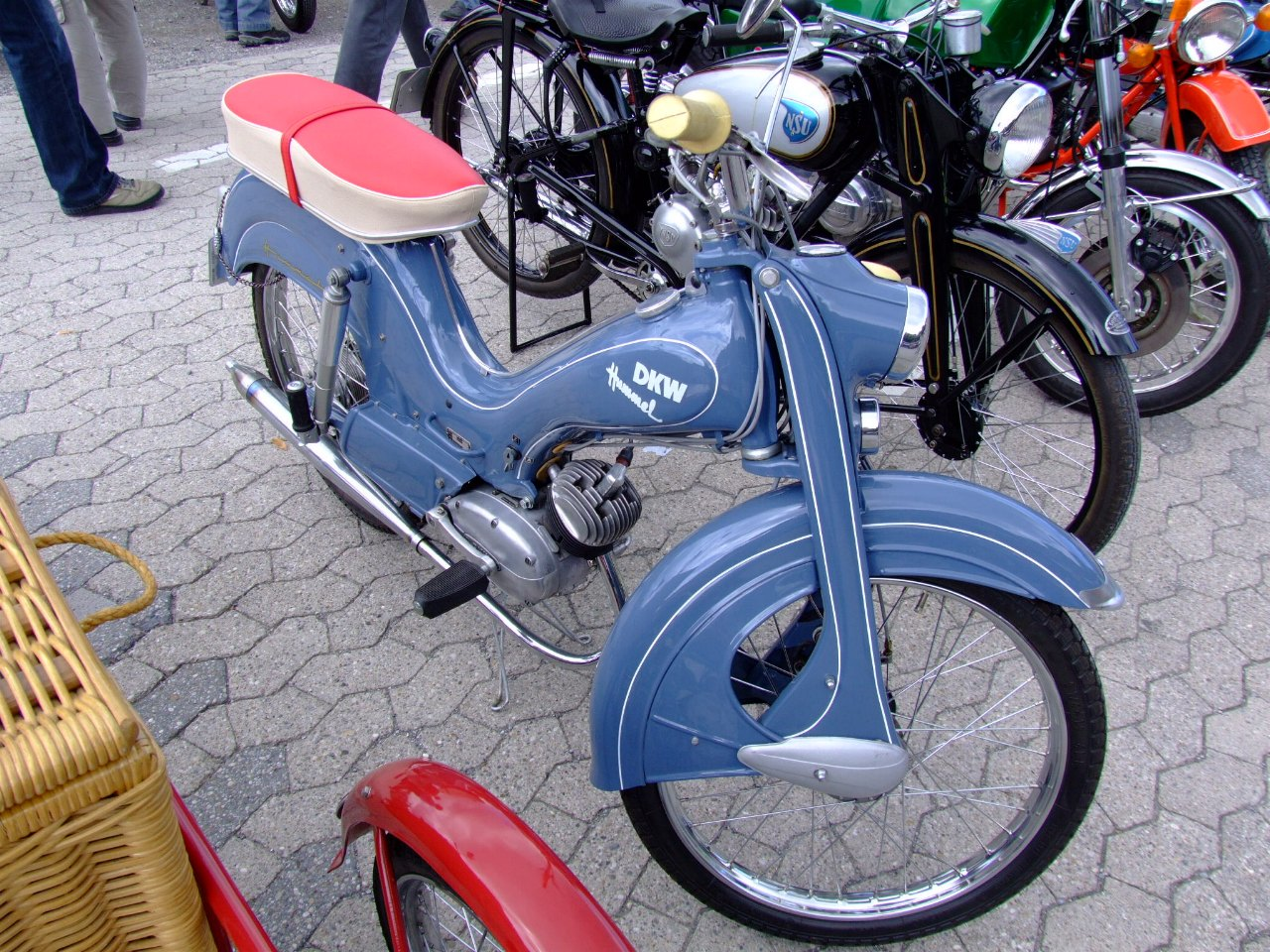
DKW Hummel
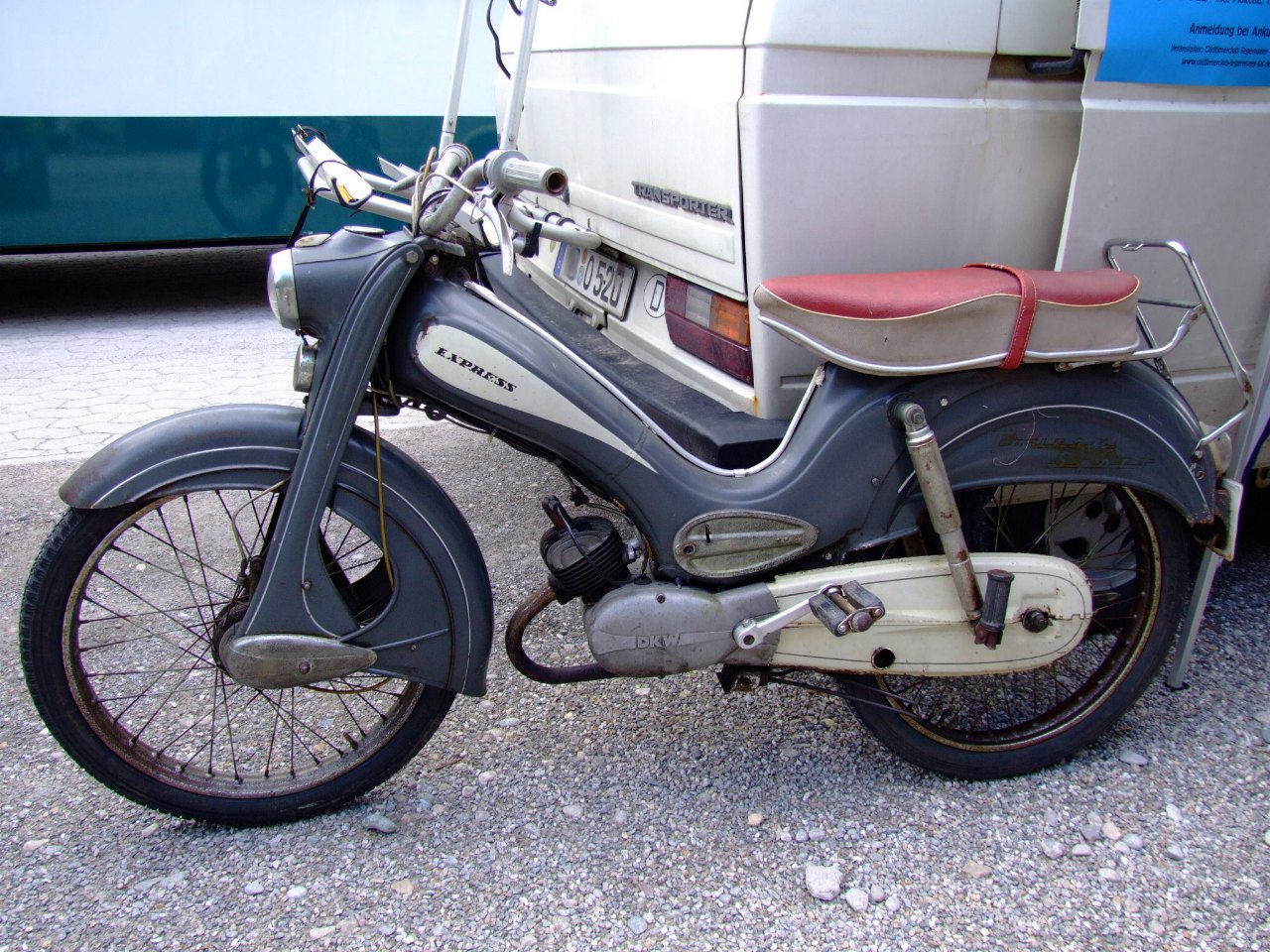
Express T. Sport (motor DKW)
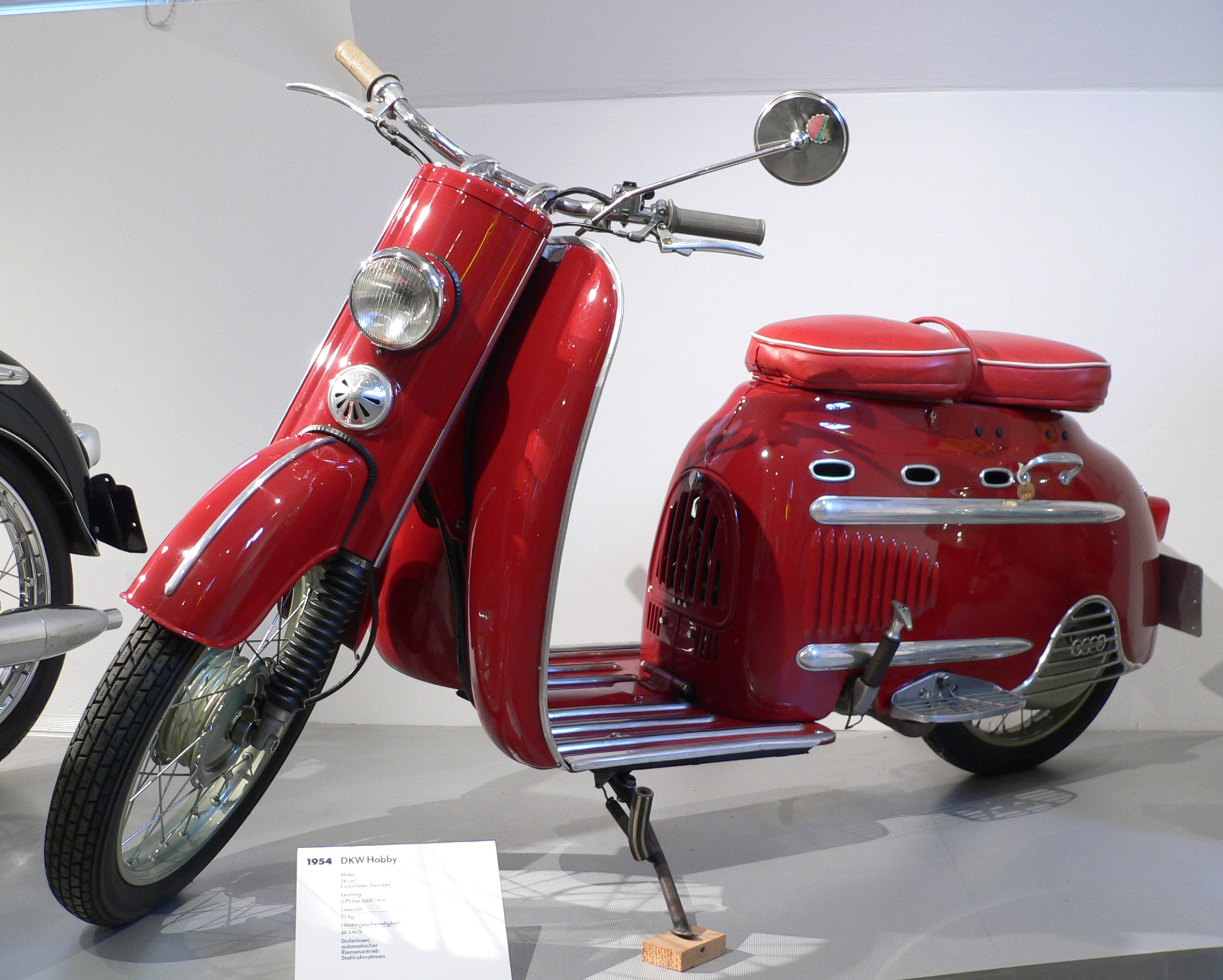
DKW Motorroller Hobby de 1954 al Deutsches Zweirad- und NSU-Museum

### La moto més copiada del món

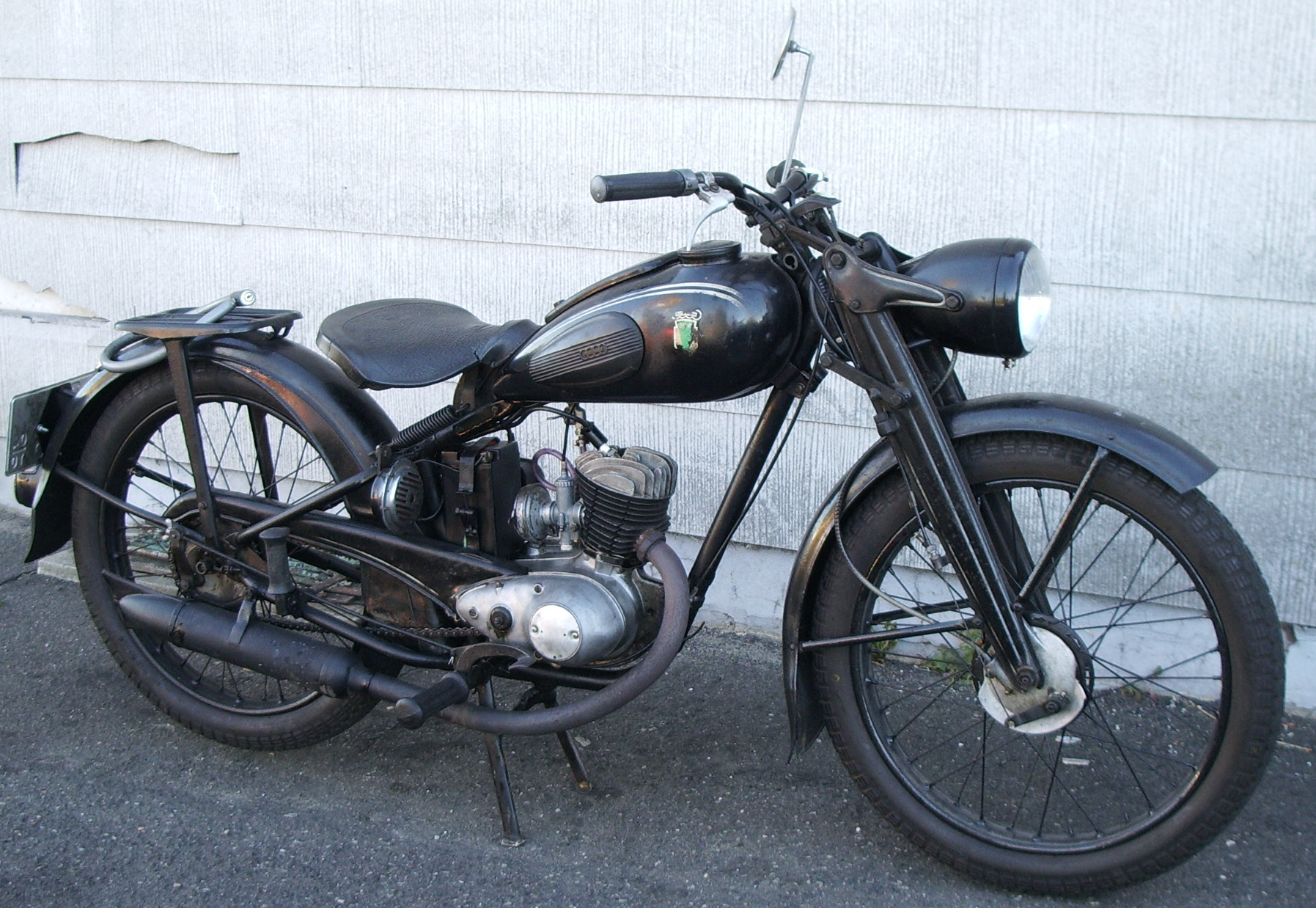
Una DKW RT 125 de 1950

La DKW RT 125, nascuda l'any 1939, és considerada una de les motocicletes més copiades del món. Després de la derrota alemanya a la Segona Guerra Mundial, la Unió Soviètica va requisar els plànols, l'equip i fins i tot una part del personal de la DKW com a reparacions de guerra i els traslladà a Kovrov, on a partir de 1946 es va començar a reproduir la RT amb el nom de Komet K 125. També es van fer còpies dels dissenys de la RT a la Gran Bretanya i als EUA, on van esdevenir la base respectivament de la BSA Bantam i la Harley-Davidson Hummer. A les antigues instal·lacions de Zschopau, que van romandre a l'Alemanya Oriental, la nova MZ en va construir també la seva pròpia versió.
El projecte de la RT també va ser copiat, d'una manera menys explícita, per altres fabricants, com ara els italians Bianchi, Moto Morini i MI-VAL. Algunes empreses provinents d'altres sectors van començar a fabricar motocicletes i en van llançar el seu primer model al mercat basant-se en la RT 125, com ara la catalana OSSA, amb l'OSSA 125, i la japonesa Yamaha, amb la YA-1.
Com a curiositat, les DKW venudes a Itàlia per l'importador Cavani de Bolonya tenien un xassís totalment diferent de l'original, amb un bastidor econòmic, més que no pas rígid. Això es va fer per tal d'evitar els drets de duana per a les unitats importades i per a millorar-ne la comoditat.

## Furgonetes

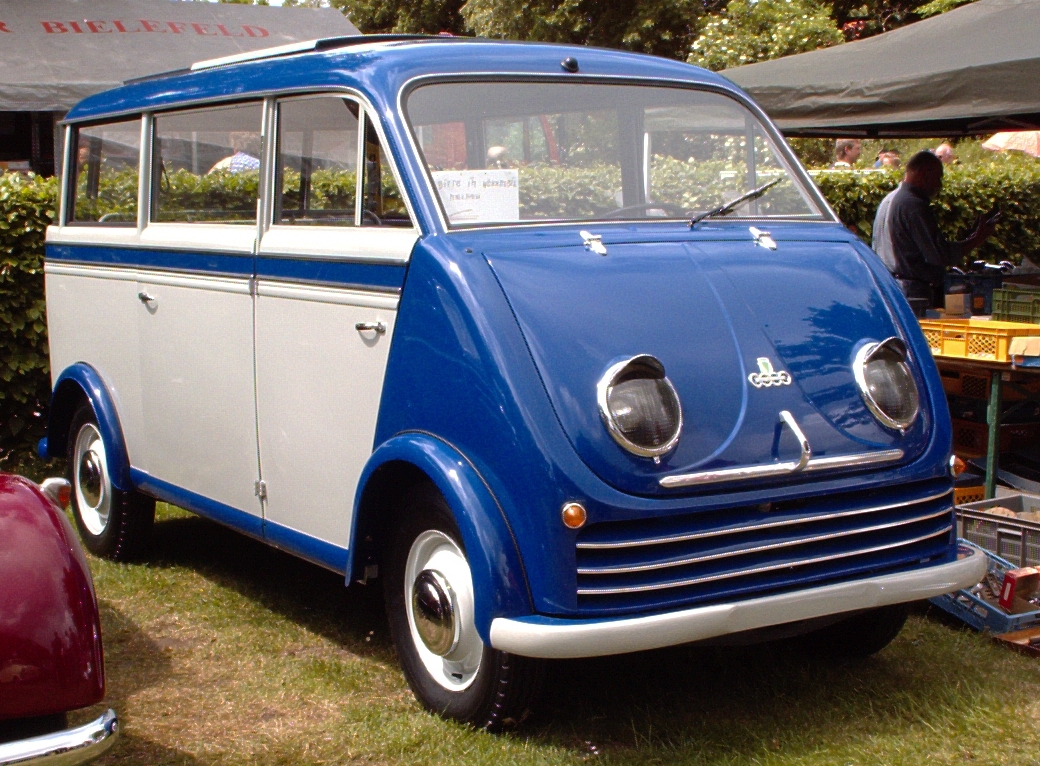
Una DKW Schnellaster Bus F89L

DKW va produir diversos models de furgoneta. Un dels més populars va ser la DKW F89 L Schnellaster, fabricada entre el 1949 i el 1962. La Schnellaster tenia una configuració monovolum amb tracció anterior de motor transversal, les rodes anteriors situades cap endavant a la cabina del conductor, un disseny integrat en una sola unitat amb un capó aerodinàmic curt i inclinat, el terra tot ell baix i pla per tal d'encabir-hi la càrrega i seients i acomodacions flexibles per a passatgers i càrrega. Aquestes característiques fan de la Schnellaster una precursora de les minivan modernes, amb una configuració de caixa popularitzada més tard per alguns exemples notables, entre ells el Dodge Caravan (1983) o el Renault Espace (1984) i, pel que fa a la mecànica, pel Mini (1959), a més de la majoria dels cotxes moderns.

### A l'estat espanyol
La DKW Schnellaster també va ser produïda per l'empresa IMOSA (Industrias del Motor S.A.) a Vitòria, País Basc, a partir del 1954 i fins al 1960, amb un total de 18.479 unitats fabricades. A l'estat espanyol, DKW (pronunciat a la castellana, «decauve») va esdevenir un sinònim de furgoneta, i de fet aquest terme encara s'hi fa servir avui dia per a referir-se genèricament a aquesta mena de vehicles.
Al començament, a Vitòria simplement s'hi acoblaven els components arribats d'Alemanya, però a partir del segon any, les furgonetes es van començar a fabricar gairebé íntegrament al país. La filial basca va dur a terme un redisseny del model i el va anomenar DKW 800S o DKW 700P, segons la versió; a més, en va produir una successora moderna que duia una carrosseria nova, llançada el 1963 i anomenada DKW F1000 L. Aquesta furgoneta va començar amb el motor DKW tricilíndric de 981 cc de dos temps, però més tard en va adoptar un de dièsel de quatre cilindres Mercedes-Benz OM 621 i finalment, el 1975 es va acabar anomenant Mercedes-Benz N1000.